# Parorgerius saboureti
Parorgerius saboureti är en insektsart som först beskrevs av De Bergevin 1915.  Parorgerius saboureti ingår i släktet Parorgerius och familjen Dictyopharidae. Inga underarter finns listade i Catalogue of Life.